# Circé (Collier)
Circé est un tableau du peintre préraphaélite John Collier réalisé en 1885. Il représente la déesse Circé, personnage notable de la mythologie grecque et tout particulièrement de l'Odyssée d'Homère. Allongée nue sur l'herbe d'une clairière, Circé est entourée de fauves visiblement domptés par sa présence.
La toile est désormais conservée dans une collection privée néerlandaise.

## Descriptif
Circé est un tableau de 133 × 219 cm peint à l'huile sur toile. Il représente, avec des détails méticuleusement descriptifs, des couleurs lumineusement intenses et des coups de pinceau fins et presque invisibles, la déesse — souvent qualifiée de « magicienne » —Circé assise, nue, de trois-quarts dos, sur l'herbe d'une clairière, en compagnie d'un tigre couché face au spectateur, sur lequel elle appuie son torse en faisant passer son bras droit sur le dos de l'animal, et d'un ocelot reposant son museau sur ses pieds, vers lequel elle tourne son regard, tandis qu'un puma et un sanglier se tiennent à la lisière du bois,.

## Analyse
Alors que la magicienne de l'Odyssée est présentée par Homère entourée de lions et de loups (« Ils trouvent dans un val, en un lieu découvert, la maison de Circé aux murs de pierres lisses et, tout autour, changés en lions et en loups de montagne, les hommes qu'en leur donnant sa drogue, la perfide déesse avait ensorcelés. »), John Collier accompagne sa Circé d'un tigre et d'un ocelot qui la rapprochent de Féronie, la « déesse aux fauves » des Romains évoquée par Victor Bérard,. 
La Circé de John Collier n'est pas une sorcière dépourvue de miséricorde, emplie de dépit et de tromperie. Le modèle a au contraire une grâce et une dignité superbes. Sa beauté voluptueuse, sa pose langoureuse et son charme séduisant ne laissent pas transparaître sa puissance latente qui ressort pourtant dans l'attitude des animaux totalement sous son emprise. 
La critique du 16 mai 1885 dans The Saturday Review qui suit la présentation du tableau à la Royal Academy est particulièrement élogieuse, qualifiée de l'une des deux plus belles pièces de l'exposition. Prêtée, avec La Mort de Cléopâtre, par Sir Elliott Lees (en) et la Gallery Oldham, la toile est présentée à l'Exposition universelle de 1893 à Chicago. Elle est actuellement conservée dans la collection privée de l'entrepreneur limbourgeois Ger Eenens, l'un des principaux collectionneurs d'art néerlandais selon la fondation Stichting Kunstweek (nl).

## Voir aussi

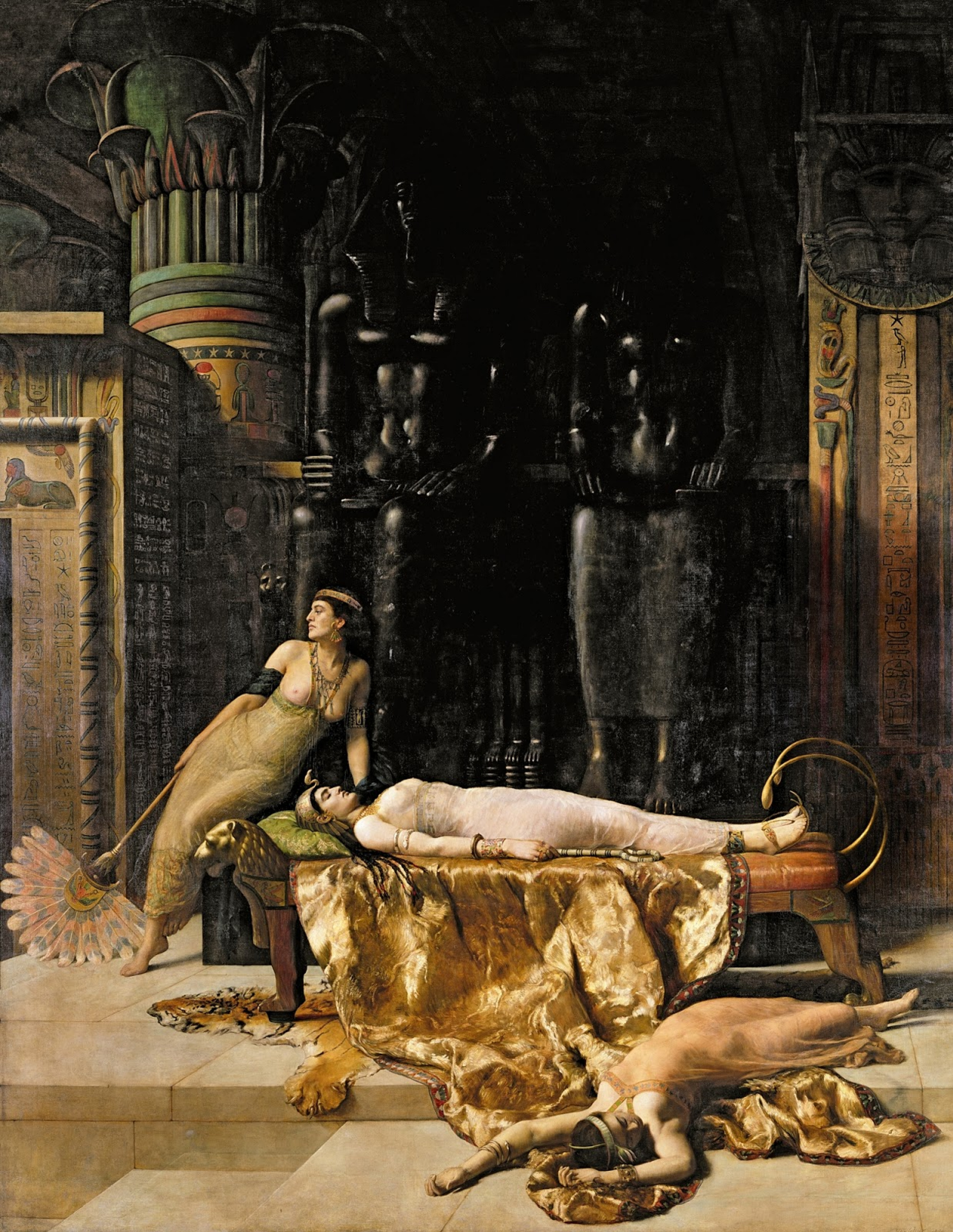
La Mort de Cléopâtre (1890), John Collier, huile sur toile,, Gallery Oldham
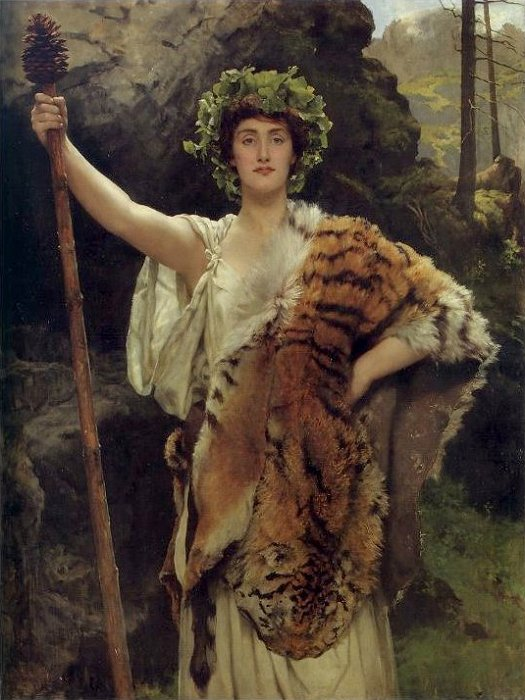
La Prêtresse de Bacchus (1885-1889), John Collier, huile sur toile
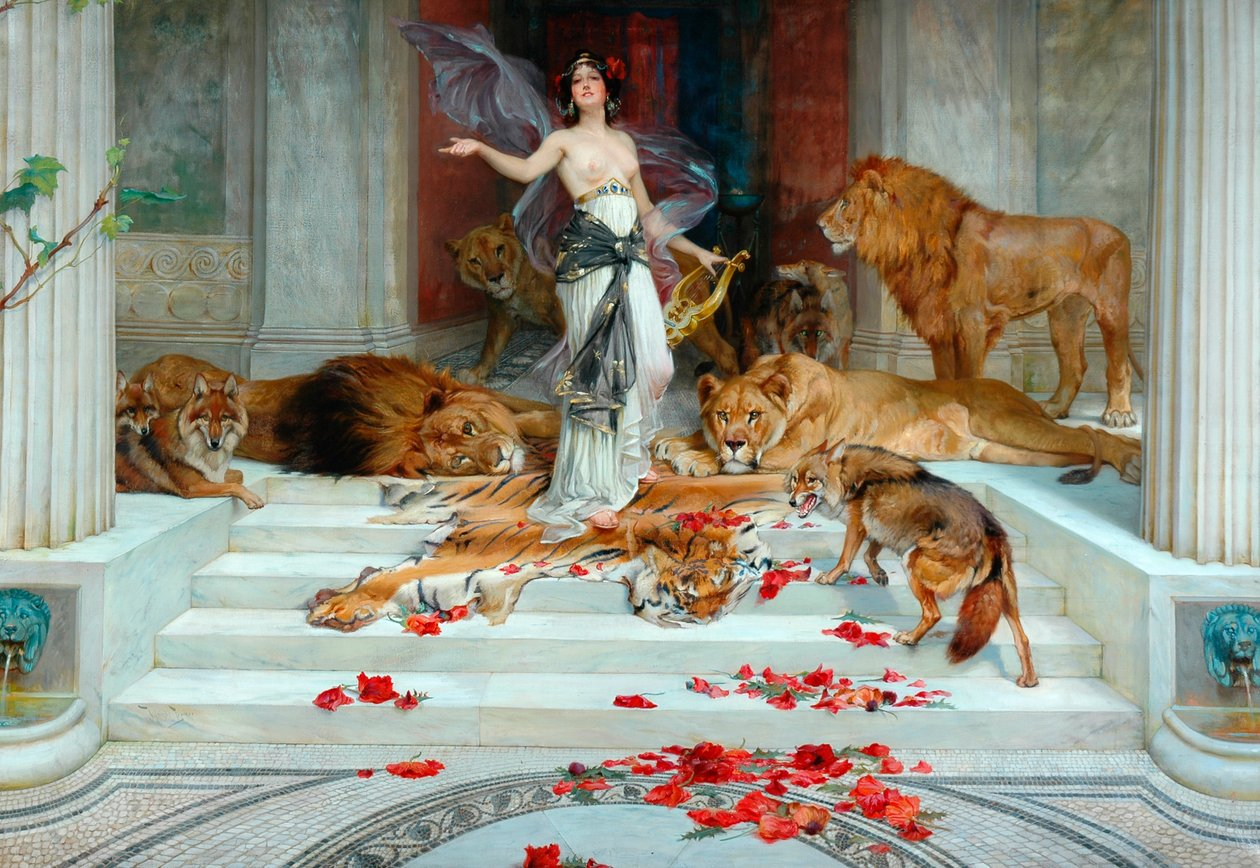
Circé (1889), Wright Barker, huile sur toile,, Cartwright Hall Art Gallery, Bradford
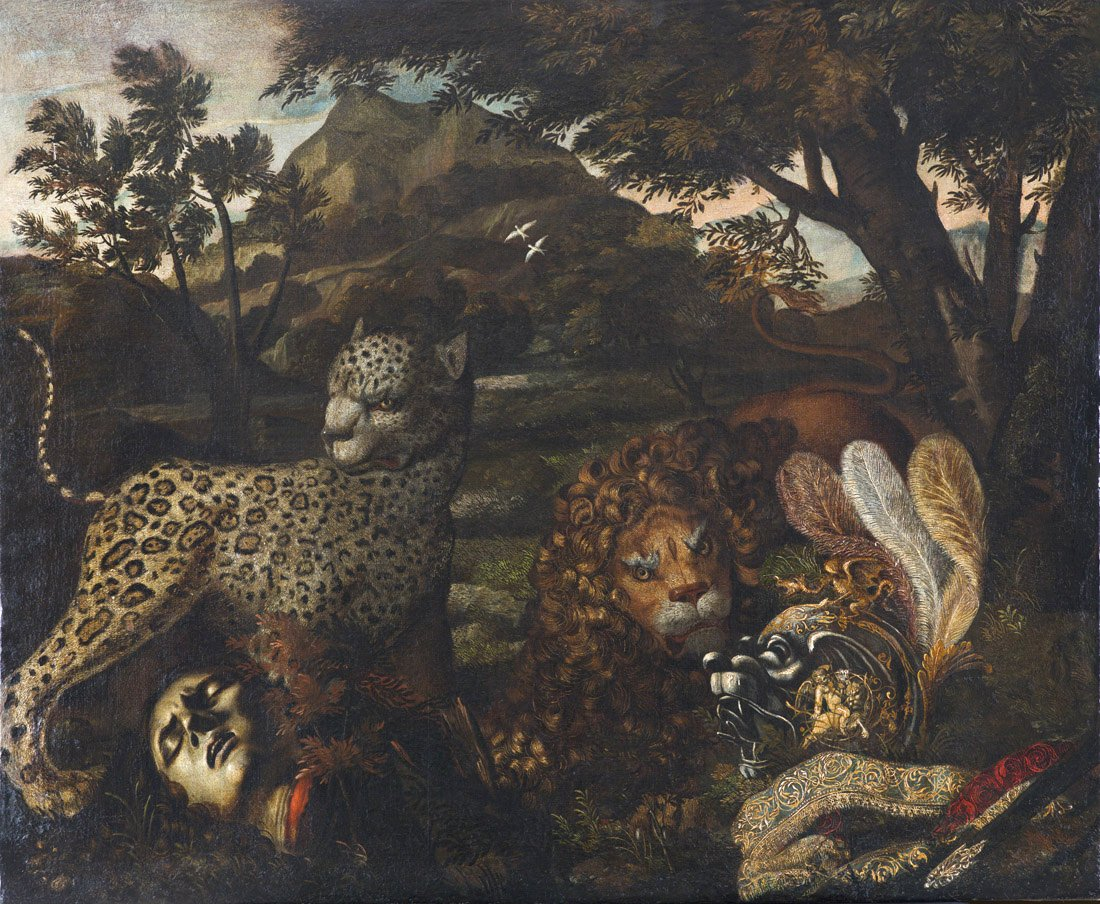
Le Royaume de la sorcière Circé (vers 1630), Angelo Caroselli, huile sur toile,, Ottocento Art Gallery